# Barbaloin
Barbaloin, známý též pod názvem aloin, je antrachinonový glykosid, obsažený v latexu v listech některých druhů aloe, zejména aloe pravé (Aloe vera) a Aloe ferox. Po chemické stránce se jedná o C-glykosid hydroxyanthronu. Barbaloin má při vnitřním podání silně projímavé účinky.
Barbaloin byl z aloe pravé poprvé získán jako krystalická látka v roce 1851 v Edinburghu. Následně byl izolován i z druhu Aloe succotrina, pocházejícího z východní Afriky a z ostrova Sokotra, a z Aloe ferox z Jižní Afriky. Tato látka byla dále zjištěna i v dužnině plodů kasie Cassia fistula.

## Působení barbaloinu
Barbaloin má při vnitřním podání ve větší dávce silně projímavý účinek, při menší dávce povzbuzuje zažívání. Sám o sobě však projímavý není a tenkým střevem prochází beze změny. V tlustém střevě je působením střevní mikroflóry rozkládán na aloe-emodin-9-anthron, který mimo jiné dráždí střevní sliznici k sekreci vody. Mimo těchto projevů byly u barbaloinu zjištěny protizánětlivé účinky a působí též jako antioxidant.